# بدر الجاسر
بدر جاسر خالد العياف (1929 - 1975) شاعر كويتي، وأحد مؤسسي جمعية الفنانين الكويتيين، وهو أول من أدخل الاغنية في المسرح الكويتي والخليجي، وهو الشقيق الأكبر للشاعر خالد العياف.

## نبذه
برز اسم الشاعر بدر جاسر خالد العياف وشهرته بدر الجاسر ، لعدة اسباب منها تميز قصائده الوطنية التي تفاعل فيها مع قضايا مجتمعه الكويتي وأمته العربية، كما إنه كتب الاغنية العاطفية ذات المعاني الرائعة والقوية، وايضا لأنه ساهم في إنتشار الاغنية الكويتية خارج الحدود من خلال مجموعة من الاصوات العربية المميزة التي تغنت بقصائده كما غنى من كلماته عدد كبير من مطربي الكويت البارزين.

## نشأته
اسمه بدر جاسر خالد العياف من مواليد منطقة المرقاب في مدينة الكويت في عام 1929 وكغيره من أهل الكويت درس اللغة العربية والحساب وتتلمذ في الكتاب وحفظ القرآن، وكتب الشعر الغنائي في فترة مبكرة من عمره، لكن شهرته كمؤلف بدأت في أوائل الستينات من القرن الماضي عندما تعاون مع عدد كبير من مطربي الكويت، وعدد من المطربين العرب الذين زاروا الكويت مثل شريفة فاضل، هيام يونس، مائدة نزهت.
أما وطنيته فقد تجلت إبان تهديد رئيس وزراء العراق عبد الكريم قاسم عندما كتب قصيدة وطنية ذاع صيتها وانتشرت بسرعة، وهي بعنوان وكري يا حرارا، ولم يكتف الشاعر بهذه القصيدة الوطنية بل كتب العديد من القصائد الوطنية الأخرى مثل 'نبي شرع الله'، 'طوفة عروق' وكتب اغاني وطنية من اجل الشعوب العربية في مصر والجزائر وفلسطين: ولم يكن اسير شكل معين في اشعاره، بل كتب في العديد من الالوان الغنائية. وعرف بجزالة المعنى، وقوة التعبير، وصدق الكلمة.

## شعره في المسرح
يعتبر الشاعر بدر الجاسر أحد مؤسسي جمعية الفنانين الكويتيين، وقد شغل منصب نائب رئيس قسم الموسيقى في الإذاعة عام 1965 ثم تسلم رئاسة القسم لمدة عام ونصف العام بعد عام 1967، وهو من المساهمين في تدعيم الموسيقى والغناء في الكويت، وهو أول من أدخل الاغنية في المسرح من خلال المسرحية الشهيرة (ضاع الديك) التي كتبها عبد العزيز السريع وصقر الرشود الذي اخرجها بنفسه، ولعب بطولتها عبد العزيز المسعود، ومحمد المنصور وحياة الفهد، وخالد العبيد وعدد من الفنانين.

## شعره الغنائي
بدايته مع الشعر الغنائي عام 1946 من خلال أغنية (سلمولي على اللي يستحق السلاما) من تلحين وغناء عثمان السيد، وفي أوائل عام 1966 غنى من كلماته المطرب عبد الكريم عبد القادر أغنية (الخل مال)، ثم غنى من كلماته مصطفى احمد (أمانة الله)، وغريد الشاطئ (أنا والليل)، وعبد المحسن المهنا (خليتني يا حبيبي)، وغنى له عثمان السيد مجموعة من الأعمال الدينية كما غنى من كلماته يحيى احمد واحمد عبد الكريم، ومن المطربين الذين تغنوا بكلماته المطرب الكبير عوض دوخي في (ياللي غيابك) من الحان احمد الزنجباري، (تسلمي يا بلادنا) من الحان سعود الراشد (يا هل الركب) من الحان حسين امين، (خير الشهور) من الحان نجيب رزق الله (ويا بنات الحي) التي يقول مطلعها:

## تعاون عربي
كتب الشاعر بدر الجاسر عددآ من الاغاني التي قدمتها مطربات ومطربون عرب ومنهم الفنانة هيام يونس في أغنية (يا من يسلم لي على الغالي)، والفنانة شريفة فاضل في أغنية (اشجاني اشجاني)، والفنانة مائدة نزهت في أغنية (دار ما دارك بحر فيلكا احلى الجزر) والفنانة سميرة توفيق، والفنانة حورية سامي، والفنانة نجاح سلام.
كما كتب أيضا الزهيريات والموال، ومن أشهر زهيرياته:

## وفاته
رحل الشاعر بدر الجاسر في الثامن عشر من يوليو 1975 وترك ثروة غنائية كبيرة تبلغ أكثر من 250 أغنية بين عاطفية ووطنية ودينية.